# Ranuccio Bianchi Bandinelli
Pour les articles homonymes, voir Bianchi et Bandinelli.
Ranuccio Bianchi Bandinelli (né le 19 février 1900 à Sienne, en Toscane et mort le 17 janvier 1975 à Rome) est l'un des principaux archéologues et historiens de l'art italiens du XXe siècle.
Il est un important réformateur des études d'archéologie, en particulier pour l'histoire de l'art antique en Italie, en contact avec la culture européenne de son temps.

## Biographie

### Formation et vie familiale
Bianchi Bandinelli est issu d'une ancienne famille de l'aristocratie siennoise: les Bianchi Bandinelli Paparoni (it) dont l'un des ascendants est le pape Alexandre III. Son père, Mario Bianchi Bandinelli (it) est un avocat et propriétaire foncier, maire de Sienne entre 1906 et 1913. Sa mère, Margherita Ottilie von Korn est issue d'une riche famille allemande de la petite noblesse de Rudelsdorf (près de Breslau), elle meurt lorsque Ranuccio Bianchi n'a que cinq ans.
La première partie de son éducation se fait à domicile, sous la direction de sa grand-mère maternelle la Viennoise Rosa Arbesser, auparavant la tutrice de Marguerite de Savoie. Il intègre ensuite le lycée Piccolomini de Sienne, et à partir de 1918 entreprend des études en archéologie à l'université de Rome, où il obtient son diplôme en 1923. Il se marie en 1924 avec Maria Garrone (décédée en 1977), avec qui il a deux filles, Marta en 1924 et Sandra en 1928.
Dans un premier temps, il choisit de se consacrer à la gestion des propriétés familiales, ne s'occupant qu'en privé des études archéologiques. Puis, il choisit d'en faire son métier. Après la mort de son père en 1930, il vend la maison familiale appelée Villa Il Pavone (it) en 1934, ne gardant que la Villa di Geggiano (it) tout en continuant de s'occuper des terres familiales.

### Carrière archéologique
Après l'obtention de son diplôme et la publication de sa thèse concernant la ville étrusque de Clusium dans la collection  Monumenti Antichi de Lincei, Ranuccio Bianchi Bandinelli est appelé à travailler temporairement au musée archéologique national de Florence, traitant la collecte et la publication des matériaux de la civilisation étrusque. Au congrès national étrusque de Florence en 1926, il fait la promotion d'un projet de carte archéologique du territoire afin de collecter de la documentation sur les vestiges antiques qui à cette époque était encore largement insuffisant.
Son objectif est de définir les caractéristiques de l'art étrusque et sa relation avec les arts grec et romain. Entre 1927 et 1928, il s'occupe des fouilles dans la nécropole de Sovana. En 1929, il est chargé d'enseigner l'archéologie à l'université de Cagliari, puis en 1930 à l'université de Pise. En 1931, il commence un cours de trois ans en archéologie classique à l'université de Groningue aux Pays-Bas et a l'occasion de voyager en Grèce.
En 1933, il retourne à l'université de Pise. Au cours de cette période, il traite des questions relatives à l'art romain et à sa réévaluation par rapport à l'art grec, à partir des études d'Alois Riegl et de Franz Wickhoff. En 1935, il fonde, avec Carlo Ludovico Ragghianti, la revue La Critica d'Arte, avec laquelle il entreprend de s'attaquer à des questions historico-artistiques jusqu'alors négligées, jusqu'à sa suppression en 1943. En 1938, il reçoit la chaire d'archéologie à l'université de Florence.
À partir de sa chaire à l'Université de Rome « La Sapienza », il dirigea toute la nouvelle génération d'archéologues italiens sensible à l'histoire classique basée sur le matérialisme dialectique.

### Vie politique
Écœuré du fascisme italien, bien qu'il soit l'homme qui montra Rome à Hitler sous Mussolini, il passa au marxisme et au communisme après la Seconde Guerre mondiale.
Comme antifasciste, il joua un rôle important immédiatement après la guerre. Il fut directeur des beaux-arts et des antiquités (Antichità e Belle Arti, 1945-1948).
Dans les années 1950 et 1960, il entreprit l'écriture de textes sur l'art classique afin de mettre celui-ci à la portée d'une large audience. Il fonda l'Enciclopedia dell'arte antica en 1958.
Il prit sa retraite de façon anticipée en 1964.
Au milieu des années 1960, il fut sollicité afin d'écrire les deux volumes consacrés à l'art romain pour la prestigieuse collection « L'Univers des formes ».
En 1967, il fonda les Dialoghi di archeologia avec ses étudiants, une des revues les plus innovantes, sinon controversées, sur l'antiquité classique.
Un de ses domaines de prédilection était l'interrelation entre les arts hellénistique, étrusque et romain.
Il a formé les plus influents des chercheurs italiens, parmi lesquels Giovanni Becatti, Antonio Giuliano, Mario Torelli, Andrea Carandini et Filippo Coarelli. Son mémoire sur le fascisme italien fut publié en 1995 (Hitler e Mussolini, 1938: il viaggio del Führer in Italia).

## Publications
- La critica d'arte (à partir de 1935, éditeur et cofondateur)
- Roma: La fine dell'arte antica (Rome: la fin de l'art antique, l'univers des formes, 1970)
- Roma: L'arte romana nel centro del potere (Rome: le centre du pouvoir, l'univers des formes, 1969)
- Arte etrusca e arte italica (1963)
- Storicità dell'arte classica (1950)
- Dialoghi di archeologia
- Enciclopedia dell'arte antica, classica e orientale (1958-1966)
- Hitler e Mussolini, 1938: il viaggio del Führer in Italia (1995)
- Clusium: Ricerche archeologiche e topografiche su Chiusi e il suo territorio in età etrusca (1925)
- Apollo di Belvedere (1935)
- Nozioni di storia dell'archeologia e di storiografia dell'arte antica: lezioni introduttive del corso di archeologia (1952)
- L'Arte dell'antichità classica  (1976).
- Introduzione all'archeologia classica come storia dell'arte antica, édité par Luisa Franchi dell'Orto, Editori Laterza, 1976.
- Les Étrusques et l'Italie avant Rome, l'univers des formes. 1973, Rééd. 2008.

## Hommages
- Le musée archéologique Ranuccio-Bianchi-Bandinelli  de Colle di Val d'Elsa lui est dédié.

#### Ouvrages
- (it) Marcello Barbanera, Ranuccio Bianchi Bandinelli : biografia ed epistolario di un grande archeologo, Milan, Skira, 2003 (ISBN 88-8491-236-9).
- (it) Marisa Dalai Emiliani, Ranuccio Bianchi Bandinelli e il suo mondo, Bari, Edipuglia, 2000 (ISBN 88-7228-290-X, lire en ligne).

#### Articles
- (it) Ida Baldassarre, « BIANCHI BANDINELLI, Ranuccio », Dizionario biografico degli italiani, Rome, Istituto dell'Enciclopedia Italiana, vol. XXXIV/34,‎ 1988 (lire en ligne, consulté le 16 mai 2021). .
- (en) Peter von Blanckenhagen, « Ranuccio Bianchi Bandinelli », Archaeology,‎ avril 1975.
- (it) « Ranuccio Bianchi Bandinelli », Biografie e bibliografie degli Accademici Lincei, Rome, Acc. dei Lincei,‎ 1976, p. 733-739.

#### Non classés
- (it) Roberto Barzanti, Ranuccio Bianchi Bandinelli: archeologo curioso del futuro. Siena: Protagon, 1994
- (en) W. Eugene Kleinbauer, Research Guide to the History of Western Art. Sources of Information in the Humanities, no. 2. Chicago: American Library Association, 1982, pp. 137–138
- (en) Francesca Serra Ridgway, article « Ranuccio Bianchi Bandinelli » in Encyclopedia of the History of Classical Archaeology, Nancy Thomson de Grummond ed., Westport, CT:  Greenwood Press, 1996, vol. 1, p. 144 (note sur l'Apollon du Belvédère) et 158.

## Sources
- (en) Cet article est partiellement ou en totalité issu de l’article de Wikipédia en anglais intitulé « Ranuccio Bianchi Bandinelli » (voir la liste des auteurs).